# Catedral de San Salvador (Cayena)
La catedral de San Salvador (en francés: Cathédrale Saint-Sauveur de Cayenne) es una iglesia católica en la ciudad de Cayena, en la Guayana Francesa. Fue declarada monumento histórico en su totalidad por una disposición legal del 9 de diciembre de 1992, la torre y el pórtico se clasificaron el 9 de marzo de 1999. Es la catedral de la diócesis de Cayena. Está dedicada al Santo Salvador (Jesucristo). En 1823, el Padre Nicolás Guiller y el Barón Pierre Bernard Milius, administrador de la Guyana  francesa decidieron sustituir la antigua iglesia de Cayena, la iglesia de San Nicolás en la actual Plaza Leopold Heder. El trabajo se inició en 1825, y se completó en 1833. La iglesia fue inaugurada en 1861. El altar, el púlpito y el confesionario en la capilla de la prisión Madre Ilet  fueron trasladados a la catedral en 1876. En 1933, la Prefectura Apostólica de Guyana se transforma en un vicariato apostólico cuyo prefecto es el obispo.